# Glückliche Reise – Neuseeland
Glückliche Reise – Neuseeland ist ein deutscher Fernsehfilm von Hermann Leitner. Produziert wurde der zehnte Teils der Fernsehreihe Glückliche Reise im Mai 1992 unter anderem in Auckland und Rotorua in Neuseeland. Der Film hatte seine Premiere am 2. Januar 1993 auf ProSieben.

## Besetzung
Die Flugzeugbesatzung besteht aus Kapitän Viktor Nemetz (Juraj Kukura), seinem Co-Piloten Rolf Erhardt (Volker Brandt) sowie den Stewardessen Verena Bernsdorf (Anja Kruse), Sabine Möhl (Alexa Wiegandt) und Martina Mikorey (Dana Geissler). Die Reiseleiter Sylvia Baretti und Andreas von Romberg werden von Conny Glogger und Thomas Fritsch gegeben. Als Gastdarsteller sind Lisa Kreuzer, Simone Rethel, Bernd Herzsprung, Günter Pfitzmann, Heinz Schubert und Patrick Ryecart zu sehen. 

## Handlung
Die attraktive Industriespionin Susan verwechselt in einem Hotelrestaurant den Co-Piloten Rolf Erhardt mit ihrem Kontaktmann und steckt Rolf einen Briefumschlag zu. Diese Aktion bleibt nicht unbeobachtet. Rolf und auch Susan werden bald darauf auf die Privatinsel des undurchsichtigen Industriellen Jack Hawkins entführt. Hawkins, der wohl in der Rüstungsbranche tätig ist, möchte Susans Aktivitäten aufdecken und setzt beide unter Druck. In einem unbeobachteten Moment gelingt Rolf und Susan die Flucht im Wasserflugzeug des Industriellen.
Der Provinz-Schauspieler Edgar zieht einige Register, um der attraktiven Physiotherapeutin Astrid näherzukommen. Obwohl Astrid bald durchschaut, dass seine unerträglichen Rückenschmerzen vorgetäuscht sind, hat Edgar schließlich doch Erfolg.
Passagier Karl Kickau aus Berlin besucht in Begleitung von Viktor, Sabine und Martina seinen alten Freund Albert Dahlke, der vor Jahren nach Neuseeland ausgewandert ist und sich nun der Schafzucht widmet. Karl gefällt das Leben auf der Farm, während Albert sich nach Berlin zurück sehnt. Spontan beschließen sie, die Rollen zu tauschen – bis Albert einen Rückzieher macht.